# Maria Imaculada Machado
Maria Imaculada Machado é uma ex-voleibolista brasileira que conquistou pela Seleção Brasileira Feminina de Voleibol a medalha de bronze nos Jogos Pan-Americanos de 1955.

## Carreira
Foi convocada para servir a Seleção Brasileira Feminina de Voleibol nos Jogos Pan-Americanos de 1955 e sofreu uma sofreu forte distensão na mão direita e foi necessário imobilizar, além dela também se acidentou em quadra a ex-voleibolista Sônia Freire Araújo deixando a seleção com apenas 2 cortadoras e a altitude foi também fator contrário e mesmo assim essa equipe briosa conquista o bronze..